# Miedzna (gmina)
Miedzna – gmina wiejska w województwie mazowieckim, w powiecie węgrowskim. W latach 1975–1998 gmina położona była w województwie siedleckim.
Siedziba gminy to Miedzna.
Według danych z 30 czerwca 2004 gminę zamieszkiwało 4158 osób.
Za Królestwa Polskiego gmina należała do powiatu węgrowskiego w guberni siedleckiej. 13 stycznia 1870 do gminy przyłączono pozbawioną praw miejskich Miedznę.

## Struktura powierzchni
Według danych z roku 2002 gmina Miedzna ma obszar 115,78 km², w tym:
- użytki rolne: 67%
- użytki leśne: 27%

Gmina stanowi 9,5% powierzchni powiatu.

## Demografia

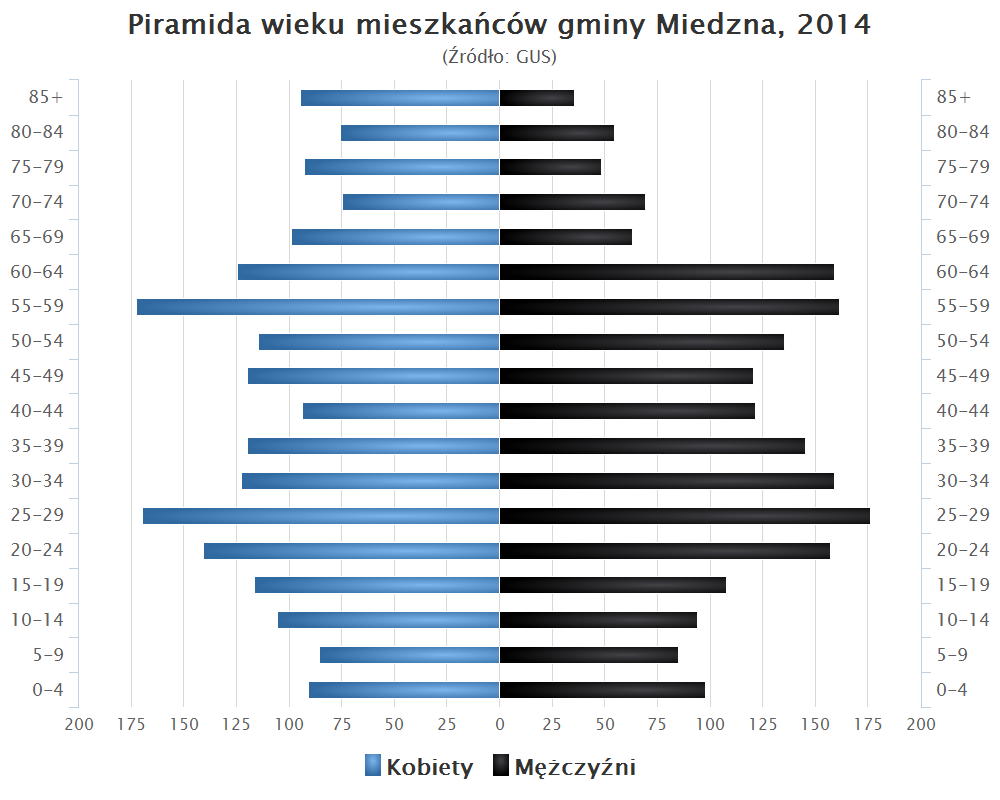
Piramida wieku mieszkańców gminy Miedzna w 2014 roku

Dane z 30 czerwca 2004:
| Opis                              | Ogółem | Ogółem | Kobiety | Kobiety | Mężczyźni | Mężczyźni |
| --------------------------------- | ------ | ------ | ------- | ------- | --------- | --------- |
| Jednostka                         | osób   | %      | osób    | %       | osób      | %         |
| Populacja                         | 4158   | 100    | 2066    | 49,7    | 2092      | 50,3      |
| Gęstość zaludnienia [mieszk./km²] | 35,9   | 35,9   | 17,8    | 17,8    | 18,1      | 18,1      |

## Sołectwa
Miedzna, Międzyleś, Orzeszówka, Poszewka, Rostki, Tchórzowa, Ugoszcz, Warchoły, Wola Orzeszowska, Wrotnów, Wrzoski, Zuzułka, Żeleźniki.
Wieś bez statusu sołectwa: Glina.

## Sąsiednie gminy
Kosów Lacki, Liw, Sokołów Podlaski, Stoczek, Węgrów